# Peter Coleman-Wright
Peter Coleman-Wright AO (Geelong, 13 ottobre 1958) è un baritono australiano.
Iniziò la sua carriera al Glyndebourne Festival Opera, dove cantò Guglielmo in Così fan tutte, vincendo il Touring Prize. Successivamente, ha cantato Sid in Albert Herring e Demetrius in Sogno di una notte di mezza estate e Pizzaro in Fidelio.

## Carriera
Ha interpretato molti ruoli per la English National Opera (ENO) tra cui Don Giovanni, Figaro, Billy Budd, Onegin, Scarpia, Michele in Il tabarro, Toreador, Il forestiero in La piccola volpe astuta, Traveller in Morte a Venezia, Il Principe von Homburg di Henze, e Il prigioniero di Dallapiccola. Ha fatto il suo debutto alla Royal Opera Covent Garden come Dandini ne La Cenerentola e ha cantato molti ruoli per la compagnia per 20 anni. I ruoli includono Billy Budd, Papageno, Don Alvaro in Il viaggio a Reims, Il Narratore in Paul Bunyan, Marcello, Ping, Donner, Gunther e Beckmesser.
Sostenitore di nuovi lavori, ha interpretato in anteprima diversi ruoli per ENO, vale a dire The Plumber's Gift di David Blake e Inquest of Love di Jonathan Harvey e Caligula di Detlev Glanert.
Ha fatto il suo debutto europeo come il Soldato nel Doktor Faust di Busoni per l'Opera olandese e successivamente ha lavorato per Bordeaux, Ginevra, Opéra Bastille, La Fenice di Venezia, Monaco, Vienna, Bruxelles, Bregenz e il Festival di Aix-en-Provence, La Scala di Milano, cantando molti ruoli tra cui Don Giovanni, il Conte ne Le nozze di Figaro, Marcello, Sharpless in Madama Butterfly, Il viaggiatore in Morte a Venezia e The Forester.
Ha fatto il suo debutto americano come Don Giovanni alla New York City Opera e il suo debutto al Metropolitan Opera come Dr. Falke in Il pipistrello, tornando per interpretare Marcello, Fieramosca (Benvenuto Cellini) e Belcore ne L'elisir d'amore. Ha cantato Sharpless per l'inaugurazione del nuovo teatro di Santa Fe e Rodrigo in Don Carlo e Sharpless per la Houston Grand Opera. Ha anche creato il ruolo di Henry Miles in The End of the Affair di Jake Heggie.
Ha cantato molti ruoli per Opera Australia, tra cui Golaud (Pelléas et Mélisande), Billy Budd, Scarpia, Don Giovanni, Mandryka, Macbeth, Sweeney Todd, The Traveler per il quale ha vinto l'Helpmann Award nel 2006 come miglior attore non protagonista. Ha creato il ruolo di Harry Joy nell'opera Bliss di Brett Dean del 2010 (Brett Dean aveva scritto il ruolo appositamente per Coleman-Wright), interpretò anche all'Edinburgh International Festival. È stato il solista nell'esecuzione di The Last Days of Socrates di Dean, che ha vinto il premio APRA 2014 per l'interpretazione dell'anno.
È stato un cantante concertista molto attivo lavorando con molti direttori e nella maggior parte delle grandi sale da concerto, tra cui Royal Albert Hall, London South Bank, Barbican, Wigmore Hall, Théâtre du Châtelet, Concertgebouw Amsterdam, Accademia Nazionale di Santa Cecilia Roma, Lussemburgo, Aldeburgh Festival e Avery Fisher Hall di New York.
Agli Helpmann Awards del 2002 ha vinto l'Helpmann Award come miglior attore maschile in un musical per il suo ruolo in Sweeney Todd: Il diabolico barbiere di Fleet Street. La registrazione di The Rape of Lucretia di Britten con Coleman-Wright ha vinto l'International Classical Music Award 2014. Coleman-Wright è stato insignito dell'Ufficiale dell'Ordine dell'Australia (AO) nel 2015 Queen's Birthday Honours.
Nel 2020 è stato nominato direttore artistico della National Opera Canberra e della Pacific Opera, Sydney.

## Vita privata
Coleman-Wright è sposato con il soprano lirico Cheryl Barker e hanno un figlio, Gabriel. Insieme a sua moglie ha ricevuto un dottorato onorario dall'Università di Melbourne nel 2009; entrambi hanno ricevuto l'Ordine dell'Australia nello stesso anno 2015. La coppia si è esibita insieme in Tosca (2002, ENO e 2005, Opera Australia), la prima mondiale di The End of the Affair di Jake Heggie (2004, Houston Grand Opera), Arabella (2008, Opera Australia, Sydney Opera House e State Theatre (Melbourne)). Hanno tenuto diversi recital di concerti insieme (2008 a Sydney con Piers Lane, 2012 a Melbourne con Ensemble Liaison) e la esecuzione semi messa in scena di Kiss Me, Kate nel 2016 al QPAC di Brisbane.

## Incisioni
- Delius: Requiem/A Mass of Life (1997)[18]
- The Pilgrim's Progress (1998)[19]
- Delius – Fennimore und Gerda (1998)[20]
- Britten: Paul Bunyan (2000)[21]
- Mendelssohn – Paulus (2001)[22]
- Strauss – Die Liebe der Danae (2001)[23]
- Persuasion & Seduction (2002), duetti d'opera, con Cheryl Barker, Tasmanian Symphony Orchestra, Martin André direttore[24]
- Opera: The Greatest Moments Ever (2006)[25]
- Berlioz: Benvenuto Cellini (2008)[26]
- Igor Stravinsky: Oedipus Rex; L'uccello di fuoco (2008)[27]
- Britten: Owen Wingrave (2008)[28]
- Edward Collins: Daughter of the South (2010)[29]
- Walton: Belshazzar's Feast, Sinfonia n. 1 (2011)[30]
- Le nozze di Figaro (2011)[31]
- Britten – The Rape of Lucretia (2013)[32]
- Ballads of the Pleasant Life – Kurt Weill, Weimar and Exile (2017), col Nexas Quartet, Benjamin Burton (piano), ABC Classics[33][34]